# Championnat de Maurice de football 2004-2005
Navigation
Saison précédente Saison suivante
La saison 2004-2005 de Barclays League est la soixante-deuxième édition de la première division mauricienne. Les douze meilleures équipes du pays s'affrontent en matchs simples au sein d'une poule unique. Les huit premiers s'affrontent dans la Super League pour le titre de champion de Maurice 2004-2005. Les quatre derniers affrontent dans un mini-championnat les deuxième, troisième, quatrième et cinquième de D2, pour trois places en D1.
C'est le club de l'AS Port-Louis 2000 qui a été sacré champion de Maurice pour la quatrième fois de son histoire. Le club de Port-Louis, termine en tête du classement final du championnat, avec cinq points d'avance sur Savanne SC et huit sur l'US Beau-Bassin/Rose Hill.

L'AS Port-Louis 2000 se qualifie pour la Ligue des champions de la CAF 2006.

## Les équipes participantes
| - AS Port-Louis 2000 - Savanne SC - Pamplemousses SC - Olympique de Moka - AS de Vacoas-Phoenix - Curepipe Starlight SC | - US Beau-Bassin/Rose Hill - Faucon Flacq SC - Grand Port United Mahébourg FC - Sodnac (Quatre-Bornes) - AS Rivière du Rempart - Arsenal Wanderers - Promu de D2 |

## Classement

### Première phase
Le classement est établi sur le barème de points classique (victoire à 3 points, match nul à 1, défaite à 0).
| Rang | Équipe                      | Pts | J  | G | N | P | Bp | Bc | Diff |
| ---- | --------------------------- | --- | -- | - | - | - | -- | -- | ---- |
| 1    | AS Port-Louis 2000 (T)      | 23  | 11 | 7 | 2 | 2 | 23 | 8  | +15  |
| 2    | Savanne SC                  | 23  | 11 | 7 | 2 | 2 | 20 | 11 | +9   |
| 3    | Pamplemousses SC            | 21  | 11 | 7 | 0 | 4 | 19 | 13 | +6   |
| 4    | Olympique de Moka           | 18  | 11 | 5 | 3 | 3 | 19 | 20 | -1   |
| 5    | AS de Vacoas-Phoenix        | 17  | 11 | 5 | 2 | 4 | 20 | 13 | +7   |
| 6    | Curepipe Starlight SC       | 17  | 11 | 5 | 2 | 4 | 17 | 15 | +2   |
| 7    | US Beau-Bassin/Rose Hill    | 15  | 11 | 4 | 3 | 4 | 15 | 10 | +5   |
| 8    | Faucon Flacq SC             | 15  | 11 | 3 | 6 | 2 | 10 | 9  | +1   |
| 9    | Grand Port United Mahébourg | 12  | 11 | 3 | 3 | 5 | 13 | 17 | -4   |
| 10   | Sodnac Quatre-Bornes United | 10  | 11 | 3 | 1 | 7 | 16 | 23 | -7   |
| 11   | AS Rivière du Rempart       | 7   | 11 | 2 | 1 | 8 | 6  | 22 | -16  |
| 12   | Arsenal Wanderers (P)       | 7   | 11 | 2 | 1 | 8 | 9  | 26 | -17  |

| Légende : Qualifications et relégations | Légende : Qualifications et relégations                                                       |
| --------------------------------------- | --------------------------------------------------------------------------------------------- |
|                                         | Qualifié pour la Super League                                                                 |
|                                         | Qualifié pour la Promotion/Relégation                                                         |
|                                         | (T) : Tenant du titre (P) : Promu de deuxième division (C) : Vainqueur de la Coupe de Maurice |

### Super League
Les huit premiers de la première phase s'affrontent pour le titre de champion 2004-2005.
| Rang | Équipe                   | Pts | J  | G | N | P  | Bp | Bc | Diff |
| ---- | ------------------------ | --- | -- | - | - | -- | -- | -- | ---- |
| 1    | AS Port-Louis 2000 (T)   | 31  | 14 | 9 | 4 | 1  | 33 | 9  | +24  |
| 2    | Savanne SC               | 26  | 14 | 7 | 5 | 2  | 29 | 12 | +17  |
| 3    | US Beau-Bassin/Rose Hill | 23  | 14 | 7 | 2 | 5  | 27 | 21 | +6   |
| 4    | Pamplemousses SC         | 19  | 14 | 5 | 4 | 5  | 20 | 21 | -1   |
| 5    | Curepipe Starlight SC    | 19  | 14 | 6 | 1 | 7  | 21 | 27 | -6   |
| 6    | AS de Vacoas-Phoenix     | 18  | 14 | 5 | 3 | 6  | 16 | 19 | -3   |
| 7    | Faucon Flacq SC          | 17  | 14 | 5 | 2 | 7  | 28 | 31 | -3   |
| 8    | Olympique de Moka        | 4   | 14 | 1 | 1 | 12 | 11 | 45 | -34  |

| Légende : Qualifications et relégations | Légende : Qualifications et relégations                                                       |
| --------------------------------------- | --------------------------------------------------------------------------------------------- |
|                                         | Qualification pour la Ligue des champions de la CAF 2006                                      |
|                                         | Qualification pour la Coupe de la confédération 2006                                          |
|                                         | (T) : Tenant du titre (P) : Promu de deuxième division (C) : Vainqueur de la Coupe de Maurice |

### Promotion/Relégation
Les 9e, 10e, 11e et 12e du championnat affrontent les 2e, 3e, 4e et 5e de deuxième division (AS Quatre-Bornes, Petite Rivière Noire SC, Jeunesse Olivia et Henrietta YC) s'affrontent pour déterminer ceux qui monteront et descendront pour la saison suivante.
| Rang | Équipe                           | Pts | J | G | N | P | Bp | Bc | Diff |
| ---- | -------------------------------- | --- | - | - | - | - | -- | -- | ---- |
| 1    | Arsenal Wanderers (D1) (P)       | 16  | 7 | 5 | 1 | 1 | 21 | 10 | +11  |
| 2    | Petite Rivière Noire SC (D2)     | 16  | 7 | 5 | 1 | 1 | 19 | 8  | +11  |
| 3    | Grand Port United Mahébourg (D1) | 13  | 7 | 4 | 1 | 2 | 17 | 9  | +8   |
| 4    | Sodnac Quatre-Bornes United (D1) | 12  | 7 | 4 | 0 | 3 | 14 | 11 | +3   |
| 5    | Henrietta YC (D2)                | 10  | 7 | 3 | 1 | 3 | 14 | 9  | +5   |
| 6    | AS Rivière du Rempart (D1)       | 7   | 7 | 2 | 1 | 4 | 10 | 13 | -3   |
| 7    | Jeunesse Olivia (D2)             | 7   | 7 | 2 | 1 | 4 | 11 | 19 | -8   |
| 8    | AS Quatre-Bornes (D2)            | 0   | 7 | 0 | 0 | 7 | 4  | 31 | -27  |

| Légende : Qualifications et relégations | Légende : Qualifications et relégations                                 |
| --------------------------------------- | ----------------------------------------------------------------------- |
|                                         | Reste/Accède en première division                                       |
|                                         | Descend en D2                                                           |
|                                         | (P) : Promu de deuxième division (C) : Vainqueur de la Coupe de Maurice |

Petite Rivière Noire SC monte en D1, Sodnac Quatre-Bornes United et AS Rivière du Rempart descendent en D2. Les autres restent dans leurs divisions.

## Bilan de la saison
| Championnat de Maurice de football 2004-2005 |                               |
| Champion                                     | AS Port-Louis 2000 (3e titre) |
| Coupes et trophées                           |                               |
| Vainqueur de la Coupe de Maurice 2004-2005   | AS Port-Louis 2000            |
| Qualifications continentales                 |                               |
| Ligue des champions de la CAF 2006           | AS Port-Louis 2000            |
| Coupe de la confédération 2006               | Pointe-aux-Sables Mates       |
| Promotions et relégations                    |                               |
| Promus en Barclays League                    | Petite Rivière Noire SC       |
| Relégués en First League                     | Sodnac Quatre-Bornes United   |
| Relégués en First League                     | AS Rivière du Rempart         |